# 试探委员会
试探委员会（英語：Exploratory committee）在美国的选举政治中，是一種旨在帮助潜在候选人應否參選公職的組織。 尽管有些潛在候选人（例如2008年的埃文·贝）已拒绝登記竞选，但也曾组建试探委员会測試民意。 试探委员会可能受到法律約束。例如，哥伦比亚特区在法律上将试探委员会定义为（在哥伦比亚特区地方法律§1-1101.01（6）（B）（vi）中）：
成立試探，起草或“试水”委员会仅是为了确定个人竞选公职的可行性。试探委员会的活动可能包括民调、遊歷和电话調查，以确定个人是否參選。